# Liga Nacional de Básquet 2025-26
La temporada 2025-26 de la Liga Nacional de Básquet de Argentina será la cuadragésima segunda edición de la máxima categoría del básquet nacional. La etapa clasificatoria comenzará el 24 de septiembre de 2025 y concluirá a fines de abril de 2026.

## Equipos participantes
| Región                    | Cantidad |
| ------------------------- | -------- |
| Capital Federal           | 5        |
| Provincia de Buenos Aires | 3        |
| Córdoba                   | 3        |
| Corrientes                | 2        |
| Santiago del Estero       | 2        |
| Chubut                    | 1        |
| Formosa                   | 1        |
| Misiones                  | 1        |
| Santa Fe                  | 1        |

| Club                   | Ciudad              | Entrenador            | Estadio                                         | Capacidad |
| ---------------------- | ------------------- | --------------------- | ----------------------------------------------- | --------- |
| Argentino              | Junín               | Diego Camún           | El Fortín de las Morochas                       | 1500      |
| Atenas                 | Córdoba             | Gustavo Peirone       | Estadio de Atenas                               | 3500      |
| Boca Juniors           | Buenos Aires        | Gonzalo Pérez         | Estadio Luis Conde                              | 2000      |
| Ciclista Olímpico      | La Banda            | Martín Villagrán      | Vicente Rosales                                 | 3400      |
| Ferro Carril Oeste     | Buenos Aires        | Federico Fernández    | Estadio Héctor Etchart                          | 4500      |
| Gimnasia y Esgrima     | Comodoro Rivadavia  | Pablo Favarel         | Estadio Socios Fundadores                       | 1453      |
| Independiente          | Oliva               | Martín González       | Polideportivo Independiente DSC, ''El Gigante'' | 1800      |
| Instituto              | Córdoba             | Diego Vadell          | Gimnasio Ángel Sandrín                          | 2000      |
| La Unión               | Formosa             | Guillermo Narvarte    | Estadio Cincuentenario                          | 4500      |
| Oberá Tenis Club       | Oberá               | Fabio Demti           | Estadio Dr. Luis Augusto Derna                  | 2000      |
| Obras Basket           | Buenos Aires        | Guido Fabbris         | Estadio Obras Sanitarias                        | 3000      |
| Peñarol                | Mar del Plata       | Leonardo Costa        | Polideportivo Islas Malvinas                    | 8000      |
| Platense               | Florida             | Martín Yangüela       | Microestadio Ciudad de Vicente López            | 1200      |
| Quimsa                 | Santiago del Estero | Leandro Ramella       | Ciudad                                          | 5000      |
| Racing Club (CH)       | Chivilcoy           | Diego D'Ambrosio      | Microestadio Grilon Arena                       | 1200      |
| Regatas                | Corrientes          | Juan Varas            | José Jorge Contte                               | 3400      |
| San Lorenzo de Almagro | Buenos Aires        | Sebastián Burtín      | Polideportivo Roberto Pando                     | 2200      |
| San Martín             | Corrientes          | Gabriel Revidatti     | El Fortín Rojinegro                             | 2500      |
| Unión                  | Santa Fe            | Maximiliano Seigorman | Ángel P. Malvicino                              | 4500      |

#### Cambios de plaza entre temporada 2024-25 y 2025-26
| Obtiene una plaza | Motivo                                 |
| ----------------- | -------------------------------------- |
| Racing Club (CH)  | Asciende de La Liga Argentina 2024-25. |

| Pierde la plaza | Motivo                             |
| --------------- | ---------------------------------- |
| Zárate Basket   | Descendió en la temporada 2024-25. |
| Riachuelo       | Desistió de participar.            |

## Formato de competencia
La temporada 2025-26 de la Liga Nacional, mantendrá el formato de dos rondas con enfrentamientos todos contra todos y dará inicio el 24 de septiembre con el partido inaugural.
La fase regular está prevista para finalizar a finales de abril, mientras que la Reclasificación y los play-offs comenzarán en mayo. Las finales se disputarán en junio.
Concluida la fase regular, los doce mejores equipos (del 1.° al 12.°) avanzan a la postemporada para definir al campeón del torneo, mientras que los dos últimos clasificados (18.° y 19.°) disputan una serie para determinar el descenso. Los restantes equipos (del 13.° al 17.°) finalizan su participación, conservando la plaza para la próxima temporada.
De los doce mejores equipos, los cuatro primeros acceden directamente a los cuartos de final, mientras que los restantes (del 5.° al 12.°) disputan la reclasificación, al mejor de cinco partidos, enfrentándose 5.° contra 12.°, 6.° contra 11.°, 7.° contra 10.° y 8.° contra 9.°. Los cuatro ganadores de la reclasificación se reordenan según su posición en la fase regular para disputar los cuartos de final, emparejándose de la siguiente manera: 1.° contra el peor clasificado, 2.° contra el segundo peor, 3.° contra el segundo mejor y 4.° contra el mejor. Esta instancia, al igual que el resto de los play-offs, se disputa al mejor de cinco partidos. Los vencedores avanzan a las semifinales y, posteriormente, los ganadores de estas series disputan la final, donde el vencedor se proclama campeón de la temporada.
Métodos de desempate
En caso de empate en puntos entre dos o más equipos al finalizar la fase regular, se aplicarán los siguientes criterios de desempate, en orden:
1. Resultados en los enfrentamientos directos entre los equipos implicados.
2. Mayor diferencia de puntos en los partidos disputados entre ellos.
3. Mayor cantidad de puntos anotados en los partidos disputados entre ellos.
4. Mayor diferencia de puntos en todos los partidos de la fase regular.
5. Mayor cantidad de puntos anotados en todos los partidos de la fase regular.
6. Sorteo.

Permanencia.
Los dos últimos equipos de la tabla general se enfrentarán en una serie al mejor de cinco partidos, con ventaja de localía para el mejor ubicado. El perdedor de la serie de permanencia descenderá a la segunda categoría del básquet nacional (La Liga Argentina), y su lugar en la Liga Nacional será ocupado por el campeón de la Liga Argentina 2025-26, que se conocerá tras la finalización de los play-offs de dicha competencia.

## Temporada regular

### Clasificación
| Equipo | Equipo            | PJ | PG | PP | Pts |
| ------ | ----------------- | -- | -- | -- | --- |
| 1.º    | Argentino (J)     | 0  | 0  | 0  | 0   |
| 2.º    | Atenas            | 0  | 0  | 0  | 0   |
| 3.º    | Boca Juniros      | 0  | 0  | 0  | 0   |
| 4.º    | Ferro             | 0  | 0  | 0  | 0   |
| 5.º    | Gimnasia (CR)     | 0  | 0  | 0  | 0   |
| 6.º    | Independiente (O) | 0  | 0  | 0  | 0   |
| 7.º    | Instituto         | 0  | 0  | 0  | 0   |
| 8.º    | La Unión          | 0  | 0  | 0  | 0   |
| 9.º    | Oberá TC          | 0  | 0  | 0  | 0   |
| 10.º   | Obras             | 0  | 0  | 0  | 0   |
| 11.º   | Olímpico          | 0  | 0  | 0  | 0   |
| 12.º   | Peñarol           | 0  | 0  | 0  | 0   |
| 13.º   | Platense          | 0  | 0  | 0  | 0   |
| 14.º   | Quimsa            | 0  | 0  | 0  | 0   |
| 15.º   | Racing (CH)       | 0  | 0  | 0  | 0   |
| 16.º   | Regatas           | 0  | 0  | 0  | 0   |
| 17.º   | San Lorenzo       | 0  | 0  | 0  | 0   |
| 18.º   | San Martín (C)    | 0  | 0  | 0  | 0   |
| 19.º   | Unión             | 0  | 0  | 0  | 0   |

|  | Clasificados a los cuartos de final.        |
|  | Clasificados a la reclasificación.          |
|  | Clasificados a la serie por la permanencia. |

### Resultados
| Local \ Visitante       | ARG | ATE | BOC | CCO | FCO | GYE | IND | INS | LUF | OTC | OBR | PEÑ | PLA | QUI | RAC | REG | SAN | SMC | UNI |
| ----------------------- | --- | --- | --- | --- | --- | --- | --- | --- | --- | --- | --- | --- | --- | --- | --- | --- | --- | --- | --- |
| Argentino (J)           | —   |     |     |     |     |     |     |     |     |     |     |     |     |     |     |     |     |     |     |
| Atenas                  |     | —   |     |     |     |     |     |     |     |     |     |     |     |     |     |     |     |     |     |
| Boca Juniors            |     |     | —   |     |     |     |     |     |     |     |     |     |     |     |     |     |     |     |     |
| Ciclista Olímpico       |     |     |     | —   |     |     |     |     |     |     |     |     |     |     |     |     |     |     |     |
| Ferro Carril Oeste      |     |     |     |     | —   |     |     |     |     |     |     |     |     |     |     |     |     |     |     |
| Gimnasia y Esgrima (CR) |     |     |     |     |     | —   |     |     |     |     |     |     |     |     |     |     |     |     |     |
| Independiente (O)       |     |     |     |     |     |     | —   |     |     |     |     |     |     |     |     |     |     |     |     |
| Instituto               |     |     |     |     |     |     |     | —   |     |     |     |     |     |     |     |     |     |     |     |
| La Unión                |     |     |     |     |     |     |     |     | —   |     |     |     |     |     |     |     |     |     |     |
| Oberá TC                |     |     |     |     |     |     |     |     |     | —   |     |     |     |     |     |     |     |     |     |
| Obras                   |     |     |     |     |     |     |     |     |     |     | —   |     |     |     |     |     |     |     |     |
| Peñarol                 |     |     |     |     |     |     |     |     |     |     |     | —   |     |     |     |     |     |     |     |
| Platense                |     |     |     |     |     |     |     |     |     |     |     |     | —   |     |     |     |     |     |     |
| Quimsa                  |     |     |     |     |     |     |     |     |     |     |     |     |     | —   |     |     |     |     |     |
| Racing (CH)             |     |     |     |     |     |     |     |     |     |     |     |     |     |     | —   |     |     |     |     |
| Regatas                 |     |     |     |     |     |     |     |     |     |     |     |     |     |     |     | —   |     |     |     |
| San Lorenzo             |     |     |     |     |     |     |     |     |     |     |     |     |     |     |     |     | —   |     |     |
| San Martín (C)          |     |     |     |     |     |     |     |     |     |     |     |     |     |     |     |     |     | —   |     |
| Unión                   |     |     |     |     |     |     |     |     |     |     |     |     |     |     |     |     |     |     | —   |